# 율리우스법
율리우스법 (Lex Julia/Lex Iulia, 복수형: Leges Juliae/Leges Iuliae)은 율리우스 씨족 출신이 도입한 고대 로마법이다. 가장 흔히, 율리우스법이라고 한다면 기원전 23년에 아우구스투스가 실시한 도덕적 제정법이나, 독재관 시기 율리우스 카이사르가 실시한 법률을 나타낸다.

## 라틴 시민과 동맹에 주어지는 시민권 관련 법률 (기원전 90년)
아우구스투스의 혼인에 관한 법률을 제외한다면, '라틴 시민과 동맹에 주어지는 시민권 관련 율리우스법'(Lex Iulia de Civitate Latinis et Sociis Danda)이 율리우스법이라는 이름의 법률 중에 가장 유명할 것이다. 로마 시민권을 두고 이탈리아족과 로마인들 간에 일어난 분쟁인 동맹시 전쟁 중에, 집정관 루키우스 율리우스 카이사르는 무장하지 않은 모든 이탈리아족들에게 시민권을 부여하는 법안을 통과시켜냈다. 이 법안은 로마의 지배에 대항하지 않았던 자들이 대항하는 것을 막기 위해 통과되었다. 다음 해에, 로마인들은 추가적인 반란을 막기 의하여 반란을 일으켰던 동맹시들에도 로마 시민권을 부여하는 동맹시에 관한 시민권 관련 법안을 도입하였다.

## 부당 취득에 관련 법률 (기원전 59년)
총독이 임기 중에 속주에서 받을 수 있는 ‘증여물’의 수를 제한하고, 총독이 속주를 떠나기 전에 재정 장부들의 균형을 맞춰야 하는 법률 [정식 명칭: 부당 취득에 관한 율리우스법(Lex Iulia de Repetundis)]은 가이우스 율리우스 카이사르가 통과시켰다.

## 식민시 법률 (기원전 45년)
식민시 법률(Lex Iulia Municipalis)은 이탈리아 식민 도시들에 대한 규제들을 정했다. 헤라클레아 법전 참조.

## 아우구스투스의 윤리 제정법 (기원전 18–17년)
아우구스투스 치세에, 기원전 18-17년 동안의 율리우스법들은 로마 상류층의 윤리 수준을 높이고 이들의 수를 늘리며, 혼인을 장려하고 아이를 갖도록 하여 인구를 증가시키려는 시도로 시행되었다 (Lex Julia de maritandis ordinibus). 또한 이때의 법률들은 간통을 사적 및 공적 범죄로 규정하였다 (Lex Julia de adulteriis).
인구를 늘리기 위하여, 율리우스법률들은 혼인을 위한 유인책들을 제공하고, 독신자들에 대해선 핸디캡들을 부과했다. 아우구스투스는 사내 아이 셋을 낳은 이들에게 높은 존경심을 갖도록 하는 '세 아들 법'을 반포했다. 결혼 연령의 독신자 및 젊은 과부와 홀아비 들은 재산을 상속받거나 경기장에 입장하는 것이 금지됐었다.

### 아우구스투스 시기의 율리우스법
- 불법 선거에 관한 법률 (Lex Iulia de Ambitu, 기원전 18년): 공직을 뇌물로 획득하는 것에 대한 처벌.
- 정식적 혼인에 관한 법률 (Lex Iulia de Maritandis Ordinibus, 기원전 18년): 사회계층 간의 혼인에 대한 제한 규정 (이를 통해 이 법령은 축첩의 간접적 기초로 여겨지며, 이후 유스티니아누스 때 재규정 된다).
- 간통의 억압에 관한 법률(Lex Iulia de Adulteriis Coercendis, 기원전 17년): 이 법률은 간통을 추방으로 처벌했다.[4] 두 죄인들은 다른 섬으로 보내지고("dummodo in diversas insulas relegentur"), 이들의 재산은 몰수된다.[4] 아버지들은 간통을 저지른 딸과 그 상대를 죽이는 게 허용되었다.[5] 남편들은 특정한 상황하에서 간통 상대를 죽일 수 있었고 간통을 저지른 아내와 이혼해야만 했다.[5] 아우구스투스 본인도  자신의 딸 율리아(판다테리아섬으로 추방)와 딸의 장녀 (소 율리아에 대해 이 법률이 적용되어야 했었다. 타키투스는 아우구스투스가 실제 요구된 법률보다 아우구스투스 본인의 집안에 더 엄격했다며 질책한 바가 있었다   (편년사 III 24)
- 상속세에 관한 법률 (Lex Iulia de vicesima hereditatum, 서기 5년): 유언상의 상속 재산에 5%의 세금이 부과, 혈육들은 상속세가 면제됨.
- 파피우스 포페이우스법 (Lex Papia Poppaea, 서기 9년): 결혼을 권장하고 강화하려는 법률로, 아우구스투스의 율리우스법의 중요한 부분이라 보통 여겨진다. 파피우스 포페이우스법은 또한 출산(합법적인 혼인 관계에서)을 분명하게 장려했고, 따라서 독신자들에 대해 차별적이었다.

## 이후 율리우스법 개정
아래의 발췌들은 후대의 법전과 법률서에서 가져온 것이며, 아우구스투스 시기 법률 그 자체에서 근거로 하고, 인용을 한다는 점에서도 가치가 있다.

### 울피아누스 (3세기)
울피아누스의 저서
혼인에 관한 율리우스법(발췌 13-14) 율리우스법의 조항들에 따라, 원로원 의원들과 이들의 후손들은 무대에 오르는 직업을 가진 여성들이나, 이들의 아버지나 어머니가 그랬던 직업이었던 자유민 여성들과 결혼하는 것이 금지되었다. 그 밖에 자유민들은 직업이 매춘부나 포주이거나, 혹은 포주들한테서 해방된 여성, 간통을 저지른 여성, 공법을 어겨 유죄를 받은 자, 무대에 오르는 직업을 지닌 자들과 결혼하는 것이 금지되었다....

### 유스티니아누스 (6세기)
유스티니아누스 황제 치하
간통에 관한 율리우스법(법학제요 4, 18, 2-3) 공소들은 다음과 같다.... 간통을 억제하려는 율리우스법은 다른 사람의 결혼 생활을 모욕한 자뿐만 아니라 남성과 이루 형언할 수 없는 욕정에 빠진 자들을 사형으로 처벌하였다. 동시에 율리우스법은 누군가가 무력의 사용 없이 처녀를 범하거나 존경받는 미망인을 유혹하는, 유혹 범죄를 처벌하였다. 이러한 범법자들이 법률로 통해 부과되는 처벌에는 범법자들이 높은 지위에 있을 경우에는 재산의 절반을 몰수하거나, 낮은 지위에 있을 경우에는 신체 처벌이나 추방 등이 있었다.
(학설휘찬 4, 4, 37) 율리우스법의 조항에 따라.... 자신이 범죄 (간통)를 저질렀다 고백한 자는 미성년자였다는 이유로 처벌에 대해 면죄를 요청할 권리가 없다. 또한 이 법률에서 간통과 같은 식으로 처벌하는 어느 종류의 위법 사항들을 저지른 자는 어느 경우에도 면죄가 허용되지 않았다. 예시로 한 사내가 간통 혐의가 들통난 자와 결혼하고 그녀와 이혼하기를 거부하거나, 사내가 아내의 간통으로 수익을 얻거나, 그가 감지한 아내의 부적절한 관계를 숨기는 데 뇌물을 받거나, 간통 및 부적절한 관계가 일어나는 데 공간을 임대해주는 경우, 미성년자의 경우에는 앞에 언급했듯이 명확한 법령의 앞에서 변명거리가 되지 않으며, 법에 항소할 지라도 위법 행위를 저지른 것이 된다.

## 같이 보기
- 로마법